# Karen Smith
Karen Ellen Smith (Red Bank, Nova Jersey, 9 de maig de 1965) és una matemàtica estatunidenca especialitzada en àlgebra commutativa i geometria algebraica. Va obtenir el grau en matemàtiques a la Universitat de Princeton abans d'obtenir, l'any 1993, el doctorat a la Universitat de Michigan, on té la càtedra Keeler de Matemàtiques. A més de la seva recerca, Smith va escriure juntament amb d'altres investigadors el llibre de text An Invitation to Algebraic Geometry.

## Biografia
Smith es va graduar amb un títol de grau en matemàtiques per la Universitat de Princeton, on va tenir com a mentor Charles Fefferman, l'any 1987. Aquest mateix any, va ser professora de matemàtiques d'institut i al 1988 es va matricular a la Universitat de Michigan, on es va doctorar amb la tesi Tight closure of parameter ideals and f-rationality sota la supervisió de Melvin Hochster l'any 1993. L'any acadèmic 1993–94 va cursar un postdoctorat a la Universitat Purdue treballant amb Craig Huneke. Al 1994, va aconseguir el títol C.L.E. Moore Instructor i després una plaça de professora associada a l'Institut Tecnològic de Massachusetts (MIT). Des de 1997, Smith és professora de la Universitat de Michigan.
Al 1991, es va casar amb el matemàtic finlandès Juha Heinonen que va morir al 2007. El matrimoni va tenir tres fills, Sanelma i els bessons Tapio i Helena. Smith és sovint professora convidada de la Universitat de Jyväskylä.

## Reconeixements
En 2001, Smith va guanyar el Premi Satter de Matemàtiques pel seu desenvolupament del mètode de clausura estanca, introduït per Hochster i Huneke, així com pels seus treballs en àlgebra commutativa i l'aplicació d'aquests mètodes en la geometria algebraica. A més, va rebre al 1997 una beca Sloan de recerca, un premi Fulbright, i el reconeixement de la facultat de la Universitat de Michigan atorgat per les seves contribucions excepcionals com a professora, becària i membre de la comunitat universitària.
Va ser seleccionada com a ponent de les conferències Earle Raymond Hedrick de 2015 pel MathFest de l'Associació Matemàtica d'Amèrica (MAA). L'any 2015, la Societat Americana de Matemàtiques va nomenar fellow a Smith "per les seves contribucions en àlgebra commutativa i en geometria algebraica". Al 2016, va ser triada conferenciant de la ponència Noether en l'Association for Women in Mathematics-American Mathematical Society durant les jornades Joint Mathematics Meetings.